# David Sanborn
David William Sanborn (født 30. juli 1945 i Tampa, Florida, død 12. maj 2024) var en amerikansk altsaxofonist. 
Sanborn begyndte som 10-årig at spille saxofon efter lægens anvisninger. Sanborn havde nemlig fået polio, og som terapi for dette begyndte han at spille saxofon.
Sanborns professionelle karriere startede i 1967, da han begyndte et samarbejde med Paul Butterfield Blues Band.
Sanborn er især kendt for en kraftfulde spillestil, overtoner samt en flot klang. 